# Tatjana Petrova Arhipova
Tatjana Valerjevna Petrova-Arhipova (rusko Татья́на Вале́рьевна Архи́пова), ruska atletinja, * 8. april 1983, Urmarski, Sovjetska zveza.
Nastopila je na poletnih olimpijskih igrah v letih 2008 in 2012, ko je osvojila bronasto medaljo v maratonu, leta 2008 pa četrto mesto v teku na 3000 m z zaprekami. Na svetovnih prvenstvih je v slednji disciplini osvojila srebrno medaljo leta 2007, kot tudi na evropskih prvenstvih leta 2006. Leta 2009 je osvojila Los Angeleški maraton.